# Затопление Rainbow Warrior
10 июля 1985 года французская разведка, Генеральный директорат внешней безопасности (DGSE), провела операцию «Сатаник» (фр. Operation Satanique) по подрыву флагмана флота «Гринписа», Rainbow Warrior, в порту Окленда. Судно направлялось на акцию протеста против планируемых Францией ядерных испытаний на атолле Муруроа. В результате затопления судна погиб фотограф Фернандо Перейра.
Инцидент поставил Францию и президента Франсуа Миттерана в крайне неудобное положение. Первоначально они отрицали причастность, но двое французских агентов были задержаны новозеландской полицией и обвинены в поджоге, заговоре с целью поджога, умышленном причинении ущерба и убийстве. Разразившийся скандал привёл к отставке министра обороны Франции Шарля Эрню. Агенты признали себя виновными в непредумышленном убийстве и были приговорены к десяти годам тюремного заключения, однако провели чуть более двух лет в заключении на полинезийском острове Хао, прежде чем были освобождены французским правительством.
Франция была вынуждена принести извинения и выплатить компенсации Новой Зеландии, семье Перейры и «Гринпису».

## Предыстория

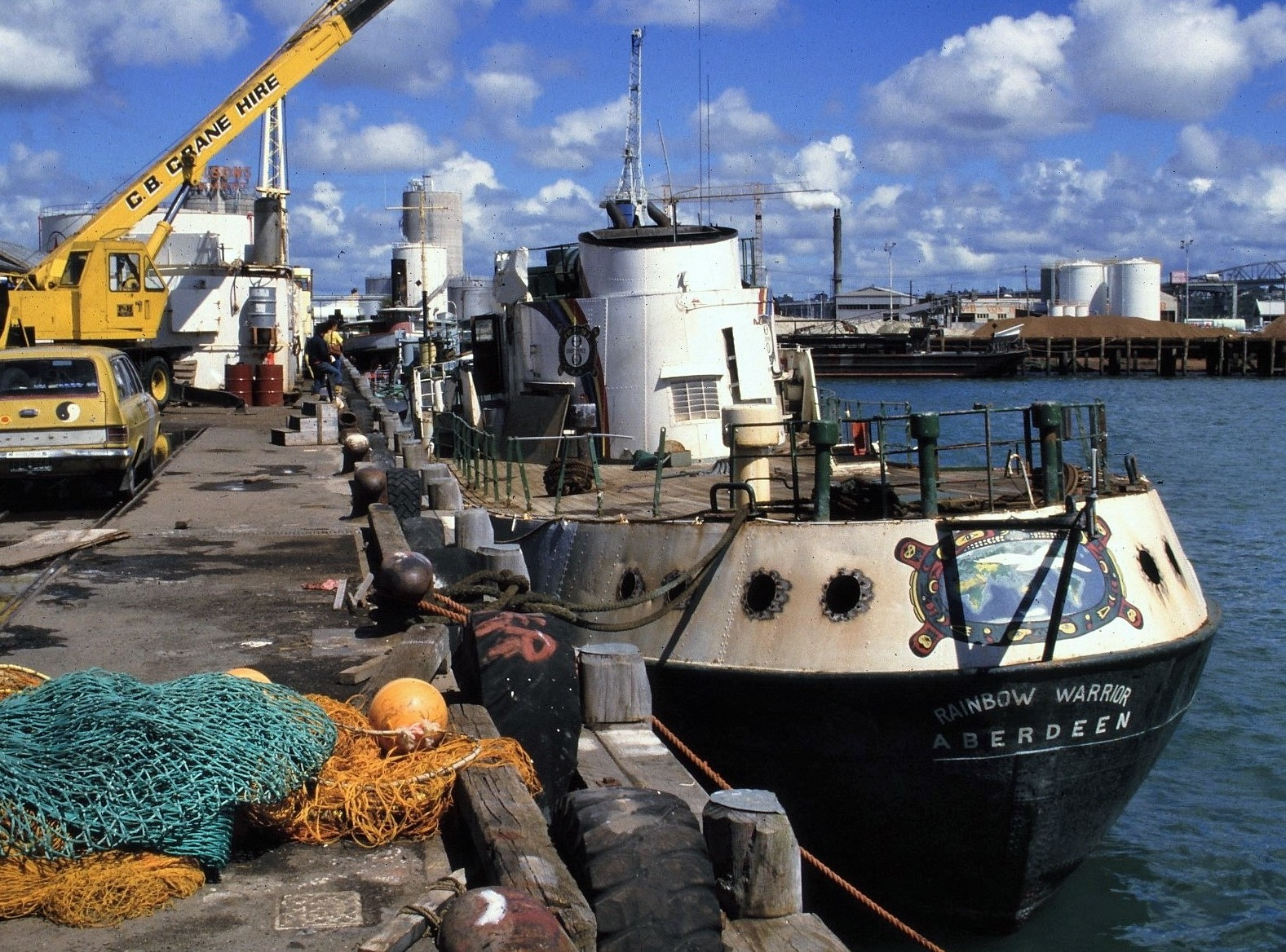
Rainbow Warrior в Окленде, 1985

В 1966 году Франция начала проводить испытания ядерного оружия на атолле Муруроа в архипелаге Туамоту во Французской Полинезии. В 1985 году тихоокеанские государства Австралия, Острова Кука, Фиджи, Кирибати, Науру, Новая Зеландия, Ниуэ, Папуа — Новая Гвинея, Самоа, Соломоновы Острова, Тонга, Тувалу и Вануату подписали Договор Раротонга, объявивший регион безъядерной зоной.
С момента приобретения организацией «Гринпис» в 1977 году, судно Rainbow Warrior (с англ. — «Воин Радуги») активно участвовало в нескольких кампаниях против китобойного промысла, охоты на тюленей, ядерных испытаний и захоронения ядерных отходов в конце 1970-х и начале 1980-х годов. С начала 1985 года корабль базировался в южной части Тихого океана, где его экипаж проводил кампании против ядерных испытаний. После переселения 300 жителей атолла Ронгелап на Маршалловых островах, загрязнённого радиоактивными осадками от прошлых американских ядерных испытаний, судно отправилось в Новую Зеландию, чтобы возглавить флотилию яхт, протестующих против французских ядерных испытаний на атолле Муруроа.
При проведении предшествующих ядерных испытаний на Муруроа французские коммандос осуществляли высадку на суда протестующих, которые заплывали в закрытую для судоходства зону вокруг атолла. Во время испытаний 1985 года организация «Гринпис» планировала осуществлять мониторинг последствий ядерных взрывов и разместить на острове активистов для наблюдения за проведением испытаний. Французские агенты, выдавая себя за заинтересованных сторонников или туристов, осматривали судно, когда оно было открыто для публичного посещения. Агент DGSE Кристин Кабон, ранее участвовавшая в разведывательных миссиях на Ближнем Востоке, внедрилась в офис «Гринписа» в Окленде под видом экологической активистки по имени «Фредерика Бонльё».

## Операция «Сатаник»
Четверо агентов приплыли на яхте Ouvéa из Новой Каледонии в Новую Зеландию, спрятав две магнитные мины в контейнере надувного спасательного плота. Другие два агента, Доминика Приёр и Ален Мафар, изображавшие молодожёнов «Софи и Ален Тюренж», получили мины и передали их группе подрывников, в которую входили аквалангисты Жан Камю («Жак Камюрье») и Жан-Люк Кистер («Ален Тонель»). После сбора достаточной информации, Камю и Кистер прикрепили две магнитные мины к корпусу Rainbow Warrior, пришвартованного у причала Марсден.
Мины были взорваны с интервалом в семь минут. Первая бомба сработала в 23:38, пробив отверстие размером с автомобиль. Хотя судно было первоначально эвакуировано, некоторые члены экипажа вернулись на борт для оценки повреждений. Фотограф Фернандо Перейра спустился на нижнюю палубу за своим фотооборудованием. Затем сработала вторая бомба. Перейра утонул в результате быстрого погружения судна, последовавшего за взрывом, а остальные десять членов экипажа либо покинули судно по приказу капитана Питера Уиллкокса, либо были выброшены в воду взрывной волной. Через четыре минуты Rainbow Warrior частично затонул.

## Реакция и расследование
После взрыва полиция Новой Зеландии начала одно из крупнейших в истории страны расследований. Двое французских агентов, капитан Доминика Приёр и командир Ален Мафар, были идентифицированы как возможные подозреваемые. Приёр и Мафар были опознаны с помощью группы соседского дозора и арестованы, когда они попытались вернуть в прокат использовавшийся в операции фургон Toyota HiAce и получить назад залоговый депозит в размере 130 новозеландских долларов. Агенты были тщательно допрошены. Поскольку они имели при себе швейцарские паспорта, были установлены их истинные личности, а также ответственность французского правительства.
Остальным агентам французской команды удалось бежать из Новой Зеландии. Кристин Кабон, чьё задание завершилось до взрыва, уехала в Израиль непосредственно перед затоплением судна. После того, как она была идентифицирована как участница операции, полиция Окленда обратилась к израильским властям с просьбой задержать её. Однако Кабон была предупреждена и успела скрыться до ареста.
Трое других агентов — главный старшина Ролан Верже («Раймон Вельш»), старшина Жан-Мишель Бартело («Жан-Мишель Бертело») и старшина Жерар Андри («Эрик Одренк»), доставившие бомбы в Новую Зеландию на яхте Ouvéa, сбежали на этой же яхте. Они были арестованы австралийской полицией на острове Норфолк, но отпущены, поскольку австралийское законодательство не позволяло удерживать их до получения результатов судебной экспертизы. Было принято решение захватить яхту иным способом, и для этого за Ouvéa был отправлен самолёт Orion, но он так и не обнаружил судно.
В последней попытке перехватить агентов, когда Ouvéa, по сообщениям, направлялась в Нумеа, новозеландский посол в Индонезии Майкл Поулз получил срочный ночной запрос из Веллингтона. Единственный прямой рейс из Нумеа в Париж шёл через Джакарту, и индонезийские власти, после некоторых раздумий, согласились задержать самолёт на 24 часа и обыскать его. Однако французских агентов на борту не оказалось. По данным французских газет, яхта ушла в Коралловое море, где встретилась с подводной лодкой ВМС Франции. Агенты затопили яхту и поднялись на борт субмарины.
Некоторые агенты, в том числе Жан-Люк Кистер, один из исполнителей подрыва, маскировались под туристов. Они отправились на Южный остров на пароме, где провели некоторое время, катаясь на лыжах в районе горы Хатт. Примерно через 10 дней они покинули Новую Зеландию, воспользовавшись поддельными документами.

## Причастность Франции
Правительство Франции первоначально отрицало какую-либо причастность к подрыву судна. Ален Мафар и Доминика Приёр продолжали выдавать себя за швейцарскую пару, проводящую медовый месяц. В течение последующих недель их история начала разваливаться, поскольку было доказано, что их паспорта являются подделкой. Полиция постепенно собрала доказательства, указывающие на тщательно спланированную операцию, в которой участвовало более десяти французских агентов. В течение двух месяцев французское правительство продолжало отрицать какую-либо причастность к инциденту.
Под давлением общественности правительство Франции инициировало расследование с целью выяснить, несут ли французские агенты ответственность за атаку. Комиссия Трико, проводившая расследование, заявила, что агенты в Новой Зеландии лишь следили за Greenpeace и не участвовали в потоплении судна. Скандал усугубился, когда французские СМИ опубликовали дополнительные обвинения в адрес Франции. Министр обороны Франции Шарль Эрню был вынужден уйти в отставку, а глава французской секретной службы Пьер Лакост был отправлен в отставку. 22 сентября 1985 года премьер-министр Франции Лоран Фабиус выступил с телеобращением, в котором признал, что французские агенты осуществили подрыв Rainbow Warrior и действовали по приказу.
В 2005 году французская газета Le Monde опубликовала отчёт 1986 года, в котором утверждалось, что адмирал Пьер Лакост, возглавлявший в то время DGSE, «лично получил одобрение покойного президента Франсуа Миттерана на потопление судна». Вскоре после публикации бывший адмирал Лакост дал интервью газетам, в которых рассказал о сложившейся ситуации. Лакост подтвердил существование трёх групп: экипажа яхты, команды разведки и материально-технического обеспечения, а также двух непосредственных исполнителей подрыва судна.

## Последствия

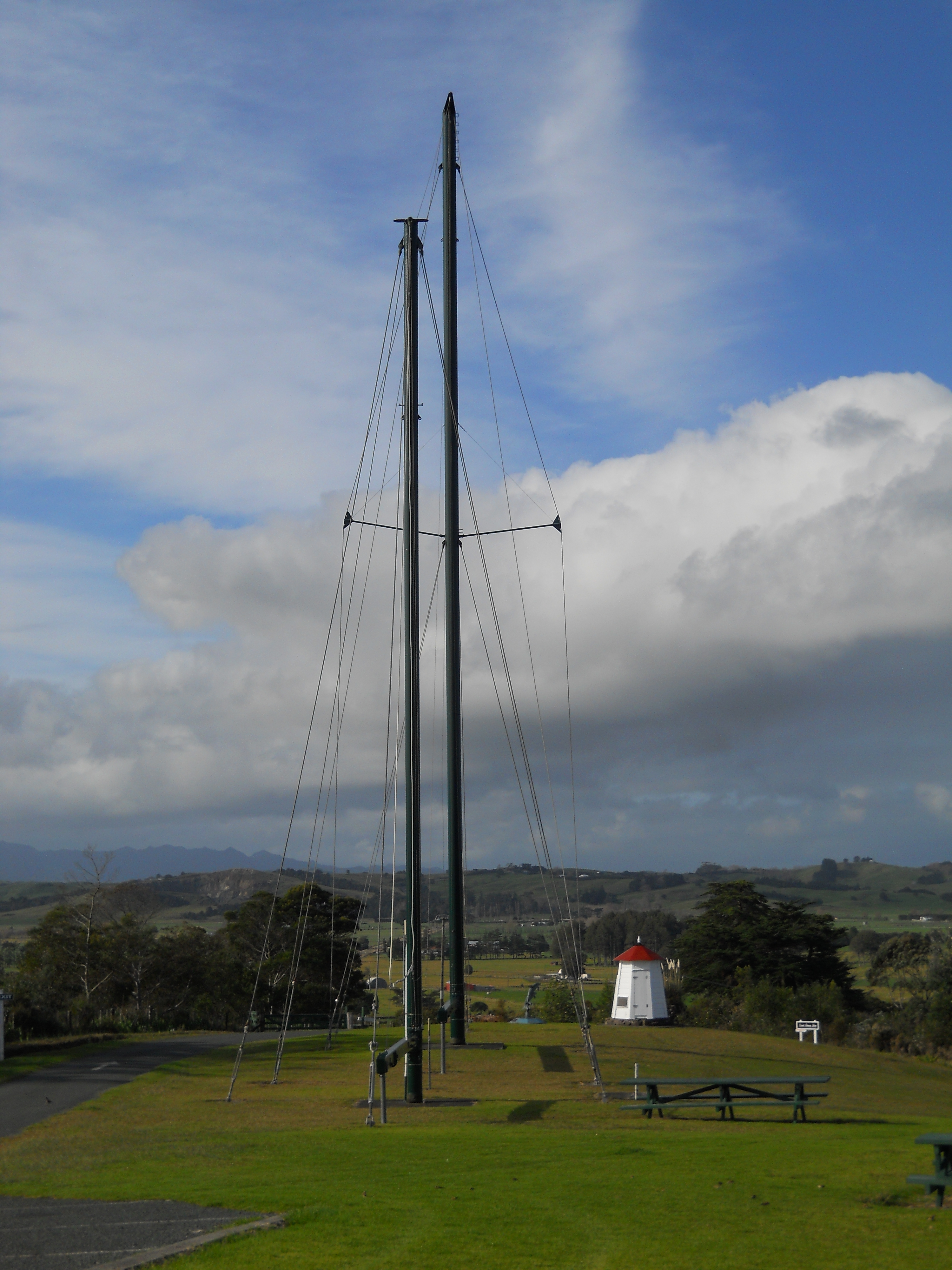
Мачты судна были переданы музею Даргавилля в районе Кайпара, Нортленд, Новая Зеландия, и являются частью расширенной экспозиции музея

Ряд известных личностей, включая тогдашнего премьер-министра Новой Зеландии Дэвида Лонги, охарактеризовали подрыв Rainbow Warrior как акт терроризма или государственного терроризма. В последующие годы исследователи также описывали эту атаку как проявление государственного терроризма. Отсутствие решительного осуждения нарушения суверенитета дружественного государства со стороны лидеров западных стран привело к значительным изменениям во внешней и оборонительной политике Новой Зеландии. Веллингтон дистанцировался от своего традиционного союзника — Соединённых Штатов, и сосредоточился на развитии отношений с малыми странами Южной части Тихого океана, сохраняя при этом тесные связи с Австралией и, в несколько меньшей степени, с Великобританией.
Приёр и Мафар признали свою вину в непредумышленном убийстве и 22 ноября 1985 года были приговорены к 10 годам лишения свободы. Франция пригрозила экономическим эмбарго на экспорт новозеландских товаров в страны Европейского экономического сообщества, если осуждённые не будут освобождены. Подобные меры могли бы нанести серьёзный ущерб экономике Новой Зеландии, которая сильно зависела от экспорта сельскохозяйственной продукции в Великобританию.
В июне 1986 года Дэвид Лонги официально объявил, что спор будет разрешаться при посредничестве Генерального секретаря ООН Хавьера Переса де Куэльяра. К тому моменту новозеландские и французские дипломаты уже тайно выработали соглашение в Женеве, но для его вступления в силу требовалось одобрение Генерального секретаря. По условиям договорённости Новая Зеландия получила официальные извинения, торговые гарантии и компенсацию в размере 13 миллионов долларов. Франция добилась освобождения Мафара и Приёр из новозеландской тюрьмы и их перевода на французскую военную базу на атолле Хао в Тихом океане, где они должны были находиться в течение трёх лет.
Однако выполнение соглашения вызвало неоднозначную реакцию в новозеландском обществе. Критики обвиняли премьер-министра Дэвида Лонги в готовности пойти на компромисс несмотря на жёсткие заявления в адрес французского правительства. Ряд членов кабинета министров также выражали обеспокоенность слишком резким тоном публичных выступлений Лонги. Последующее досрочное освобождение французских агентов и их возвращение на родину под надуманными медицинскими предлогами (Мафара — в декабре 1987 года, Приёр — в мае 1988) не стало ни для кого сюрпризом и было расценено как нарушение Францией духа достигнутых договорённостей.
В мае 1990 года международная комиссия постановила не требовать возвращения агентов на атолл Хао, но рекомендовала Франции выделить 3,5 миллиона долларов в «фонд дружбы» для укрепления отношений с Новой Зеландией. Спустя год французский премьер-министр Мишель Рокар принёс окончательные и более искренние извинения во время государственного банкета в здании новозеландского парламента. Рокар заявил, что цель его визита — «перевернуть страницу в отношениях и сказать, что если бы мы лучше знали друг друга, этого инцидента никогда бы не произошло». В дальнейшем средства из «Фонда дружбы» направлялись на различные благотворительные и общественные нужды. Во время своего визита в Новую Зеландию в 2016 году французский премьер-министр Мануэль Вальс вновь подтвердил, что подрыв Rainbow Warrior был «серьёзной ошибкой».

### Гринпис и Rainbow Warrior
После инцидента «Гринпис» и французское правительство пришли к соглашению, что претензии «Гринписа» к Франции должны быть рассмотрены международным судом. Судебное заседание состоялось в Женеве; суд состоял из трёх человек: профессора Клода Реймонда, сэра Оуэна Вудхауса и профессора Франсуа Террэ. Суд постановил, что Франция должна выплатить «Гринпису» 8,1 миллионов долларов США. Интересы «Гринписа» в суде представлял Ллойд Катлер. Кроме того, Франция выплатила компенсацию семье Перейры: 30 000 голландских гульденов были возмещены его страховой компании, 650 000 франков были выплачены в качестве репараций его жене, 1,5 миллиона франков — двум его детям и по 75 000 франков каждому из родителей.
5 апреля 1986 года на стадионе Маунт Смарт в Окленде состоялся благотворительный концерт в поддержку «Гринписа» и Rainbow Warrior. В нём приняли участие такие исполнители и коллективы, как Herbs, Нил Янг, Джексон Браун, Грэм Нэш, Topp Twins, Дэйв Доббин, а также реюнион группы Split Enz. Обломки Rainbow Warrior были подняты на поверхность 21 августа 1985 года и перемещены в военно-морскую бухту для проведения судебной экспертизы. Из-за серьёзных повреждений корпуса восстановление судна было признано экономически нецелесообразным. 12 декабря 1987 года оно было затоплено в бухте Матаури островов Кавалли, Новая Зеландия, привлекая дайверов и играя роль искусственного рифа.
Организация «Гринпис» использовала полученные в качестве компенсации средства для запуска нового Rainbow Warrior — более крупного и лучше оснащенного флагмана, который благодаря действиям французов получил всемирную известность. События в Окленде фактически превратили «Гринпис» в самостоятельную международную организацию. В 1996 году новый Rainbow Warrior вновь подвергся нападению французских военных у атолла Муруроа, но массовые протесты по всему миру в конечном итоге привели к отказу Франции от ядерных испытаний в Тихом океане.

## Публикации
- Xavier Maniguet. French bomber: enfin la vérité sur le Rainbow Warrior. — Paris: Michalon, 2007. — ISBN 978-2-84186-421-8.